# The Witch Is Back (Čarovnice)
The Witch Is Back  je deveta epizoda prve sezone serije Čarovnice. Naslov The Witch Is Back pomeni Vrnila se je čarovnica.

## Obnova epizode
Prue pride v stik z ogrlico v Bucklandovi dražbeni hiši, kjer dela. Odkrije, da se verižica tudi odpre. Z odprtjem verižice pa omogoči pobeg Warlocku, ki posnema moči čarovnicam. Prue takoj opozori svoji sestri. Ko ugotovijo kdo ga je zaprl v ogrlico jo obudijo od mrtvih, da jim pomaga. Ta oseba je Melinda Warren, ki čarovnicam izda recept za uročitev Warlocka. Ta posnema že moči od Prue in Pheobe. Čarovnice imajo težave z zbiranjem sestavin za napoj. Ko jih končno zberejo jih napade Warlock, ki hoče prisiliti Piper , da uporabi moč. Piper izkoristi to proti njemu in ko je zamrznjen ga uročijo. 

## Zanimivosti
- Pheobe prvič vidi v preteklost.
- Pheobe se norčuje, da  mislila, da se ji bo njena moč razvila v letenje. Kasneje se njene moči res razvijejo v letenje.
- Prvič čarovnice spoznajo Warlockovo moč teleportacije.
- Piper povabi leota na zmenek.